# Magnus Carlsen Invitational 2021
Il Magnus Carlsen Invitational 2021 è stata la seconda edizione del Magnus Carlsen Invitational, torneo di scacchi che si è tenuto online sulla piattaforma chess24.com dal 13 al 21 marzo del 2021. L'evento è il quarto torneo nel calendario del Meltwater Champions Chess Tour, circuito di tornei rapid organizzati dal Campione del Mondo Magnus Carlsen.
Il torneo fu vinto dal Super GM olandese Anish Giri, che ha battuto il russo Jan Nepomnjaščij agli spareggi rapid.

## Formula
La seconda edizione del torneo si è svolta con una formula quasi invariata rispetto all'edizione precedente. Il punteggio è tornato quello classico (1, ½, 0), i partecipanti sono stati 16, i quali si sono affrontati in un girone all'italiana con incontri di sola andata, per un totale di 15 turni, disputati nelle prime 3 giornate di torneo.
I primi 8 del girone di qualificazione si affrontavano in una fase ad eliminazione diretta, nella quale ogni incontro sarebbe stato deciso da due match di quattro partite ciascuna. In caso di parità alla conclusione delle due giornate di match (non si sarebbe contata la somma dei parziali) si sarebbero disputate due partite blitz ed eventualmente una partita armageddon (5 minuti per il Bianco, 4 per il Nero, il Nero vince anche con la patta).
In caso di pari merito in classifica nella fase a girone, lo spareggio tecnico sarebbe stato calcolato con il sistema koya (vittorie ottenute con avversari che hanno ottenuto più del 50% dei punti a disposizione), in caso di ulteriore parità si sarebbero contate le vittorie ottenute con il Nero. Infine il terzo criterio di spareggio avrebbe conteggiato le vittorie totali ottenute da un giocatore nell'intera fase a gironi.

## Montepremi
Come evento Major del Tour il montepremi messo a disposizione è stato di circa 200 000 dollari così suddivisi:
| Posizione        | Premio     |
| ---------------- | ---------- |
| Vincitore        | 60 000 USD |
| Finalista        | 40 000 USD |
| Terzo            | 25 000 USD |
| Quarto           | 15 000 USD |
| Quarti di finale | 10 000 USD |
| Eliminatorie     | 5 000 USD  |

## Partecipanti
I primi 8 partecipanti all'evento furono selezionati attraverso il punteggio provvisorio del Meltwater Tour, dopo i primi tre tornei disputati tra il 2020 e il 2021: Wesley So e Teimour Radjabov che guidavano la classifica del circuito, seguiti da Magnus Carlsen, Lewon Aronyan, Hikaru Nakamura, Jan Nepomnjaščij e Daniil Dubov. Due posti furono invece stabiliti attraverso il voto popolare su chess24.com, che diede la propria preferenza ad Anish Giri e David Antón Guijarro, altri quattro partecipanti furono invitati direttamente da Carlsen e furono Şəhriyar Məmmədyarov, Alireza Firouzja, Sergej Karjakin e Jorden van Foreest. Gli ultimi due partecipanti si aggiunsero al torneo dopo una fase preliminare con doppio girone all'italiana tra Alan Pichot, Nils Grandelius, Aryan Tari e Max Warmerdam che vide qualificarsi i primi due.

## Eventi
Nelle prime due giornate (dieci turni) il torneo è stato dominato da Giri, che ha guidato la classifica del girone. Il Campione del Mondo Magnus Carlsen seguiva a mezzo punto di distanza in seconda posizione. Nell'ultima giornata del girone Carlsen salì in testa alla classifica, distanziando Giri di mezzo punto. Tuttavia l'olandese riuscì a battere il campione norvegese nello scontro diretto. Si qualificarono con loro alla seconda fase So, Nakamura, Nepomnjaščij, Firouzja, Vachier-Lagrave, Aronyan, furono eliminati a sorpresa Teimour Radjabov, che era in quel momento in testa al Champions Tour, e Daniil Dubov, ex campione del mondo rapid. Fuori dai primi otto finì anche l'ex sfidante per il titolo mondiale Sergej Karjakin, piazzatosi dietro Aronian soltanto per spareggio tecnico.

### Quarti di finale
Nel quarto di finale fra Carlsen e Aronian il norvegese trionfò in entrambe le giornate di match. Stessa sorte di Aronian toccò all'iraniano Firouzja, al quale So concesse soltanto due patte in due giornate.
Più combattuti furono invece i match tra Nepomniaščij e Nakamura e tra Giri e Vachier-Lagrave. Furono il grande maestro russo e il grande maestro olandese ad accedere alle semifinali, ma soltanto con i risultati ottenuti nella seconda giornata del match.

### Semifinali
Nelle semifinali Giri tenne testa a So, battendolo in entrambe le manche per una vittoria a zero e confermando il suo periodo di forma positivo, dopo le prestazioni ottenute nel corso del 2021 al Tata Steel.
Avvincente invece il match tra Nepomniaščij e Carlsen, nel quale il campione del mondo riuscì a recuperare il risultato nella seconda giornata, dopo che la prima manche era stata appannaggio del russo. 
Nella terza gara della seconda giornata il norvegese vinse con il Nero uno straordinario finale di torri, nonostante il russo avesse un alfiere in più. 
Nonostante i due contendenti fossero in parità alla vigilia della quarta partita della seconda giornata (una vittoria  a testa) a Carlsen non sarebbe bastato il pareggio per compensare la sconfitta della giornata precedente: al Grande Maestro russo sarebbe quindi bastata una patta per andare in finale.
Nella quarta gara tuttavia Carlsen riuscì a recuperare il match: Nepomniaščij di Nero scelse di difendersi con una siciliana Najdorf, ma si venne a trovare, già nel mediogioco, in posizione persa, abbandonando alla 33ª mossa. 
Malgrado la sua avvincente rimonta, Carlsen fu costretto a cedere al russo nelle due gare di spareggio blitz, dovendosi accontentare della finalina per il 3º posto. La prima partita finì con una patta dopo 142 mosse: Nepomniaščij con il Bianco optò per una spagnola chiusa, ma non riescì a prevalere sul suo avversario. Nella seconda partita invece il russo vincerà con il Nero mediante un gambetto di donna rifiutato, nonostante una posizione leggermente sfavorevole, conquistando così la finale del torneo.

### Finali
La finale del torneo vide i due contendenti pareggiare i conti in entrambe le giornate. Nella prima manche Giri e Nepomniaščij non riuscirono ad andare oltre le quattro patte. Nella seconda manche, la vittoria di Giri nella seconda partita mise sotto pressione il russo, che riuscì tuttavia a pareggiare i conti nella quarta e ultima partita dell'incontro regolare, riuscendo a vincere, anche questa volta, con il Nero.
Nonostante la bella rimonta, lo spareggio blitz sarà a senso unico per il grande maestro olandese che vincerà entrambe le partite, aggiudicandosi il torneo.
Nella finalina per il 3º posto Carlsen vinse in entrambe le giornate il confronto con Wesley So, con il risultato di 3-1, 2-1. Nella prima partita della prima giornata il campione del mondo si rese autore di una miniatura con il Bianco, costringendo il filippino-statunitense ad abbandonare alla 23ª mossa. Chiave della partita fu il sacrificio del cavallo del Bianco in f6 in una quattro cavalli.

## Risultati
| P  | Giocatore                         | Elo R. | 1 | 2 | 3 | 4 | 5 | 6 | 7 | 8 | 9 | 10 | 11 | 12 | 13 | 14 | 15 | 16 | TB  | Totale |
| -- | --------------------------------- | ------ | - | - | - | - | - | - | - | - | - | -- | -- | -- | -- | -- | -- | -- | --- | ------ |
| 1  | Magnus Carlsen (Norvegia)         | 2881   |   | 0 | ½ | ½ | 1 | ½ | 1 | ½ | 1 | ½  | ½  | 1  | ½  | 1  | 1  | 1  | 5,0 | 10,5   |
| 2  | Anish Giri (Paesi Bassi)          | 2731   | 1 |   | 1 | ½ | 0 | ½ | ½ | 1 | ½ | ½  | ½  | 1  | ½  | ½  | 1  | 1  | 5,0 | 10     |
| 3  | Wesley So (Stati Uniti)           | 2741   | ½ | 0 |   | ½ | 0 | ½ | ½ | 1 | 1 | 1  | ½  | ½  | 1  | 1  | ½  | 1  | 4,0 | 9,5    |
| 4  | Hikaru Nakamura (Stati Uniti)     | 2829   | ½ | ½ | ½ |   | ½ | ½ | ½ | 1 | ½ | ½  | ½  | ½  | 1  | ½  | ½  | 1  | 4,5 | 9      |
| 5  | Jan Nepomnjaščij (Russia)         | 2778   | 0 | 1 | 1 | ½ |   | ½ | 1 | 0 | ½ | 0  | ½  | 1  | ½  | 0  | 1  | 1  | 4,5 | 8,5    |
| 6  | (FIDE) Alireza Firouzja           | 2703   | ½ | ½ | ½ | ½ | ½ |   | ½ | ½ | 0 | ½  | 1  | 1  | 1  | ½  | 0  | 1  | 3,5 | 8,5    |
| 7  | Maxime Vachier-Lagrave (Francia)  | 2860   | 0 | ½ | ½ | ½ | 0 | ½ |   | ½ | ½ | ½  | 1  | 1  | 1  | ½  | 0  | 1  | 3,0 | 8,5    |
| 8  | Lewon Aronyan (Armenia)           | 2778   | ½ | 0 | 0 | 0 | 1 | ½ | ½ |   | 1 | ½  | ½  | 0  | ½  | 1  | 1  | 1  | 3,5 | 8      |
| 9  | Sergej Karjakin (Russia)          | 2709   | 0 | ½ | 0 | ½ | ½ | 1 | ½ | 0 |   | ½  | 1  | 0  | 1  | 1  | 1  | ½  | 3,0 | 8      |
| 10 | Daniil Dubov (Russia)             | 2770   | ½ | ½ | 0 | ½ | 1 | ½ | ½ | ½ | ½ |    | 0  | ½  | 1  | 0  | 1  | ½  | 4,5 | 7,5    |
| 11 | Teimour Radjabov (Azerbaijan)     | 2758   | ½ | ½ | ½ | ½ | ½ | 0 | 0 | ½ | 0 | 1  |    | ½  | ½  | ½  | 1  | ½  | 3,0 | 7      |
| 12 | Şəhriyar Məmmədyarov (Azerbaijan) | 2761   | 0 | 0 | ½ | ½ | 0 | 0 | 0 | 1 | 1 | ½  | ½  |    | 1  | 1  | 0  | ½  | 3,0 | 6,5    |
| 13 | Nils Grandelius (Svezia)          | 2632   | ½ | ½ | 0 | 0 | ½ | 0 | ½ | ½ | 0 | 0  | ½  | 0  |    | 1  | 1  | 1  | 2,5 | 6      |
| 14 | Jorden van Foreest (Paesi Bassi)  | 2543   | 0 | ½ | 0 | ½ | 1 | ½ | ½ | 0 | 0 | 1  | ½  | 0  | 0  |    | 1  | ½  | 3,0 | 6      |
| 15 | David Antón Guijarro (Spagna)     | 2674   | 0 | 0 | ½ | ½ | 0 | 1 | 0 | 0 | 0 | 0  | 0  | 1  | 0  | 0  |    | 1  | 2,0 | 4      |
| 16 | Alan Pichot (Argentina)           | 2548   | 0 | 0 | 0 | 0 | 0 | 0 | 0 | 0 | ½ | ½  | ½  | ½  | 0  | ½  | 0  |    | 0,5 | 2,5    |

### Fase a eliminazione diretta
|  | Quarti di finale (16-17 marzo) | Quarti di finale (16-17 marzo) | Quarti di finale (16-17 marzo) | Quarti di finale (16-17 marzo) | Quarti di finale (16-17 marzo) |           |                 | Semifinali (18-19 marzo) | Semifinali (18-19 marzo) | Semifinali (18-19 marzo) | Semifinali (18-19 marzo) | Semifinali (18-19 marzo) |             |  | Finale (20-21 marzo) | Finale (20-21 marzo) | Finale (20-21 marzo) | Finale (20-21 marzo) | Finale (20-21 marzo) | Finale (20-21 marzo) | Finale (20-21 marzo) |
|  |                                |                                |                                |                                |                                |           |                 |                          |                          |                          |                          |                          |             |  |                      |                      |                      |                      |                      |                      |                      |
|  | 1                              | Magnus Carlsen                 | 2,5                            | 2,0                            |                                |           |                 |                          |                          |                          |                          |                          |             |  |                      |                      |                      |                      |                      |                      |                      |
|  | 8                              | Lewon Aronyan                  | 0,5                            | 1,0                            |                                |           |                 |                          |                          |                          |                          |                          |             |  |                      |                      |                      |                      |                      |                      |                      |
|  | 8                              | Lewon Aronyan                  | 0,5                            | 1,0                            |                                | 1         | Magnus Carlsen  | 1,5                      | 2,5                      | 0,5                      |                          |                          |             |  |                      |                      |                      |                      |                      |                      |                      |
|  |                                |                                |                                |                                |                                | 1         | Magnus Carlsen  | 1,5                      | 2,5                      | 0,5                      |                          |                          |             |  |                      |                      |                      |                      |                      |                      |                      |
|  |                                | 5                              | Jan Nepomnjaščij               | 2,5                            | 1,5                            | 1,5       |                 |                          |                          |                          |                          |                          |             |  |                      |                      |                      |                      |                      |                      |                      |
|  | 4                              | 5                              | Jan Nepomnjaščij               | 2,5                            | 1,5                            | 1,5       | Hikaru Nakamura | 2,0                      | 0,5                      |                          |                          |                          |             |  |                      |                      |                      |                      |                      |                      |                      |
|  | 4                              |                                |                                |                                |                                |           | Hikaru Nakamura | 2,0                      | 0,5                      |                          |                          |                          |             |  |                      |                      |                      |                      |                      |                      |                      |
|  | 5                              | Jan Nepomnjaščij               | 2,0                            | 2,5                            |                                |           |                 |                          |                          |                          |                          |                          |             |  |                      |                      |                      |                      |                      |                      |                      |
|  |                                |                                |                                |                                |                                |           |                 |                          |                          |                          |                          |                          |             |  | 5                    | Jan Nepomnjaščij     | 2,0                  | 2,0                  | 0,0                  |                      |                      |
|  |                                |                                | 2                              | Anish Giri                     | 2,0                            | 2,0       | 2,0             |                          |                          |                          |                          |                          |             |  |                      |                      |                      |                      |                      |                      |                      |
|  | 2                              | Anish Giri                     | 2,0                            | 3,0                            |                                |           |                 |                          |                          |                          |                          |                          |             |  |                      |                      |                      |                      |                      |                      |                      |
|  | 7                              | Maxime Vachier-Lagrave         | 2,0                            | 1,0                            |                                |           |                 |                          |                          |                          |                          |                          |             |  |                      |                      |                      |                      |                      |                      |                      |
|  | 7                              | Maxime Vachier-Lagrave         | 2,0                            | 1,0                            |                                | 2         | Anish Giri      | 2,5                      | 2,5                      |                          |                          |                          |             |  |                      |                      |                      |                      |                      |                      |                      |
|  |                                |                                |                                |                                |                                | 2         | Anish Giri      | 2,5                      | 2,5                      |                          |                          |                          |             |  |                      |                      |                      |                      |                      |                      |                      |
|  |                                | 3                              | Wesley So                      | 1,5                            | 1,5                            |           |                 |                          | Terzo posto              | Terzo posto              | Terzo posto              | Terzo posto              | Terzo posto |  |                      |                      |                      |                      |                      |                      |                      |
|  | 3                              | 3                              | Wesley So                      | 1,5                            | 1,5                            | Wesley So | 2,5             | 2,5                      | Terzo posto              | Terzo posto              | Terzo posto              | Terzo posto              | Terzo posto |  |                      |                      |                      |                      |                      |                      |                      |
|  | 3                              |                                |                                |                                |                                | Wesley So | 2,5             | 2,5                      |                          |                          |                          |                          |             |  |                      |                      |                      |                      |                      |                      |                      |
|  | 6                              | FIDE Alireza Firouzja          | 0,5                            | 0,5                            |                                |           |                 |                          |                          |                          |                          |                          |             |  | 1                    | Magnus Carlsen       | 3,0                  | 2,0                  |                      |                      |                      |
|  |                                |                                |                                |                                |                                |           |                 |                          |                          |                          |                          |                          |             |  | 3                    | Wesley So            | 1,0                  | 1,0                  |                      |                      |                      |

## Finali

### Finale 3º-4º posto
| Giocatore      | R1 | R2 | R3 | R4 | Totale |
| -------------- | -- | -- | -- | -- | ------ |
| Magnus Carlsen | 1  | ½  | ½  | 1  | 3,0    |
| Wesley So      | 0  | ½  | ½  | 0  | 1,0    |
| Giocatore      | R1 | R2 | R3 | R4 | Totale |
| -------------- | -- | -- | -- | -- | ------ |
| Magnus Carlsen | 1  | ½  | ½  | -  | 2,0    |
| Wesley So      | 0  | 0  | ½  | -  | 1,0    |

### Finale 1º-2º posto
| Giocatore        | R1 | R2 | R3 | R4 | Totale |
| ---------------- | -- | -- | -- | -- | ------ |
| Anish Giri       | ½  | ½  | ½  | ½  | 2,0    |
| Jan Nepomnjaščij | ½  | ½  | ½  | ½  | 2,0    |
| Giocatore        | R1 | R2 | R3 | R4 | Totale |
| ---------------- | -- | -- | -- | -- | ------ |
| Anish Giri       | ½  | 1  | ½  | 0  | 2,0    |
| Jan Nepomnjaščij | ½  | 0  | ½  | 1  | 2,0    |
| Giocatore        | L1 | L2 | A | Totale |
| ---------------- | -- | -- | - | ------ |
| Anish Giri       | 1  | 1  | - | 2,0    |
| Jan Nepomnjaščij | 0  | 0  | - | 0,0    |